# Kris Kross
I Kris Kross erano un duo statunitense di musica rap composto dagli atlantani Chris "Mac Daddy" Kelly (Atlanta, 11 agosto 1978 - Atlanta, 1º maggio 2013) e Chris "Daddy Mac" Smith (10 gennaio 1979), lanciati sul mercato da Jermaine Dupri nel 1992, quando i due componenti del gruppo avevano appena tredici-quattordici anni.

## Carriera
Nativi di Atlanta, Chris "Mac Daddy" Kelly e Chris "Daddy Mac" Smith, amici di infanzia, furono scoperti nel 1991 dal produttore Jermaine Dupri. Già l'anno seguente fu pubblicato il loro album d'esordio Totally Krossed Out, che vendette oltre quattro milioni di copie negli Stati Uniti.. Ma fu soprattutto il singolo Jump a rendere celebre il giovanissimo duo: il brano infatti rimase in vetta alla Billboard Hot 100 per quasi due mesi consecutivamente.
In seguito all'enorme successo ottenuto, i due ragazzi cominciarono ad essere richiesti in numerosi eventi. Michael Jackson li volle come sostenitore per il proprio tour europeo, oltre a farli apparire nel video di Jam. I Kris Kross comparvero anche nei video di Run DMC, parteciparono ad un episodio della serie televisiva Tutti al college ed al film del 1993 Poliziotto per caso. Nel 1992 la SEGA produsse un videogioco, Kris Kross: Make My Video, ispirato al duo.
Nel 1993 venne pubblicato il secondo album, Da Bomb, che ottenne il disco di platino, ma non ebbe l'impatto mediatico del primo lavoro. Stessa sorte toccò al terzo disco dei Kris Kross Young, Rich and Dangerous, pubblicato nel 1996, in seguito al quale il duo sparì dalle scene.
Nel 2007 il gruppo si era riunito, benché stesse lavorando a due progetti separati: Chris Smith stava pubblicando il suo primo album da solista, Urbane Expressions, mentre Chris Kelly aveva fondato una propria etichetta discografica, chiamata C.co records. Il 1º maggio 2013 Chris Kelly è stato ritrovato agonizzante nella sua casa di Atlanta ed è in seguito deceduto in un ospedale della città; la causa della morte, avvenuta all'età di 34 anni, è sconosciuta ma le autorità locali hanno ipotizzato un'overdose di stupefacenti.

## Discografia

### Album studio
- 1992 - Totally Krossed Out
- 1993 - Da Bomb
- 1996 - Young, Rich & Dangerous

### Altri album
- 1996 - Best of Kris Kross Remixed '92 '94 '96 (remix)
- 1998 - Gonna Make U Jump (compilation)